# Union internationale des guides et scouts d'Europe
Pour les articles homonymes, voir FSE.
L'Union internationale des guides et scouts d'Europe (UIGSE) connue aussi sous le nom de Fédération du scoutisme européen (FSE) est une association de scoutisme qui fédère les associations nationales de Guides et Scouts d'Europe. Elle compte environ 72 000 membres.

## Organisation
L'UIGSE a son siège à Château-Landon (France) qui est aussi le siège de sa branche française : l’Association des guides et scouts d'Europe.
Elle est présidée par Jean-Luc Angélis (France).
Sa commissaire fédérale est actuellement Nathalie Flama (Belgique). Son secrétaire fédéral est Robin Sébille (France).
L'UIGSE est reconnue par le Saint-Siège comme « association privée internationale de fidèles » de manière définitive depuis le 26 août 2008,; elle a également un siège au sein de la Conférence des organisations internationales non gouvernementales du Conseil de l'Europe depuis 1980,.
L'UIGSE est une association distincte et indépendante de l'Organisation mondiale du mouvement scout et de l'Association mondiale des guides et éclaireuses.

## Histoire
Au sortir de la guerre, l’idée d’un scoutisme rassemblant les anciens belligérants fait son chemin. En 1953, Frédéric Perko lance en Autriche une association qu’il baptise Europa Scouts. Les Guides et Scouts d'Europe sont fondés en 1956 à Cologne lors d'une rencontre de jeunes chrétiens de plusieurs pays. En 1962, l’association française des scouts Bleimor, avec à sa tête Pierre Géraud-Keraod, adhère aux Europa Scouts de Vienne. L’année suivante la Fédération du Scoutisme européen est créée. Pendant la période de tensions qui traverse le scoutisme pendant les années 1960 et 1970, l’association choisit de rester fidèle aux pratiques traditionnelles. Les Guides et Scouts d'Europe ont accueilli en France plus de 250 000 jeunes en quarante ans.

### Liste des Eurojam et Euromoot
Les Eurojam (pour la branche verte) et les Euromoot (pour la branche rouge) sont les rassemblements internationaux des scouts d'Europe.
- En 1984 1er Eurojam à Velles, France avec 5 000 campeurs.
- En 1994 2e Eurojam à Viterbe, Italie. Le Pape Jean-Paul II reçoit 7 500 guides et scouts d'Europe dans la Basilique Saint-Pierre de Rome.
- En 2003, du 2 au 11 août, 3e Eurojam à Zelasko, Pologne avec 8 000 jeunes de 15 pays d'Europe.
- En 2007, du 4 au 11 août, Euromoot dans les Tatras (en Slovaquie et Pologne). Route ayant comme point d'arrivée Częstochowa.
- En 2014, du 1er au 11 août, 4e Eurojam  à Saint-Evroult-Notre-Dame-du-Bois en Basse-Normandie, France, avec 12 500 participants.
- En 2019 du 27 juillet au 4 août, Euromoot en Italie et au Vatican sur les traces des saints : saint Paul, Cyrille et Méthode, saint Benoît. Audience auprès du pape François le samedi 3 août qui a fait une exhortation sur le don de soi aux 6 000 participants réunis[7].

## La tenue
Les guides et scouts d'Europe portent un uniforme. Celui-ci a pour but d'être fonctionnel, adapté aux activités du scoutisme, d'aplanir les différences sociales et d'identifier son porteur.

## Liste des membres
| Pays               | Association | Date de création | Effectifs | Statut      |
| ------------------ | --- | ---------------- | --------- | ----------- |
| Albanie            | Guidat dhe Skautët e Evropës |                  |           | observateur |
| Allemagne          | Evangelische Pfadfinderschaft Europas (EPE, Protestant)                                                                                                  | 1977             | 300       | associé     |
| Allemagne          | Katholische Pfadfinderschaft Europas (KPE, Catholique)                                                                                                   | 1976             | 2 500     | membre      |
| Autriche           | Katholische Pfadfinderschaft Europas - Österreich (KPE-Ö)                                                                                                | 1981             | 100       | membre      |
| Bélarus            | Katalickija Skautki i Skauty FSE |                  | 300       | membre      |
| Belgique           | Guides et Scouts d'Europe - Belgique (GSE-B, Francophone) Europascouts en Gidsen - België (ESG-B, Néerlandophone)                                        | 1960             | 1 727     | membre      |
| Brésil             | Associação Guias e Exploradores do Brasil |                  |           | observateur |
| Canada             | Association évangélique du Scoutisme au Québec (AESQ, protestant)                                                                                        |                  |           | associé     |
| Canada             | (en) « Federation of North-American Explorers » (FNE) | 1999             |           | observateur |
| Espagne            | Asociación de Guías y Scouts de Europa (AGSE) | 1978             | 1 500     | membre      |
| France             | Association des guides et scouts d'Europe (AGSE) | 1958             | 36 000    | membre      |
| Hongrie            | Európai Útmutatók és Cserkészek |                  |           | observateur |
| Irlande            | Guides and Scouts of Europe - Ireland |                  |           | aspirant    |
| Italie             | Associazione Italiana Guide e Scouts d'Europa Cattolici della FSE (AIGSEC-FSE)                                                                           | 1976             | 20 000    | membre      |
| Lituanie           | Lietuvos Nacionalinė Europos Skautų Asociacija (LNESA)                                                                                                   | 1992             | 300       | aspirant    |
| Luxembourg         | Europa Scouten vu Lëtzebuerg |                  |           | aspirant    |
| Mexique            | Movimiento Scout Católico Mexicano (MSCM) | 2011             | 100       | observateur |
| Pays-Bas           | Europascouts en Gidsen Nederland | 2014,            |           | aspirant    |
| Pologne            | Stowarzyszenia Harcerstwa Katolickiego - "Zawisza" FSE (SHK Zawisza FSE)                                                                                 | 1982/1990        | 5 385     | membre      |
| Portugal           | Associação das Guias e Escuteiros da Europa - Portugal (AGEEP)                                                                                           | 1979             | 200       | membre      |
| République tchèque | Asociace skautek a skautů Evropy (ASSE) |                  | 50        | aspirant    |
| Roumanie           | Cercetaşii Creştini Români din Federaţia Scoutismu-lui European (ACCR-FSE)                                                                               | 1991             | 500       | membre      |
| Royaume-Uni        | Guides and Scouts of Europe - UK |                  |           | observateur |
| Russie             | ORYuR/Организации Российских Юных Разведчиков - Druzhina Skautov Sankt-Peterburga                                                                        | 2012             |           | associé     |
| Slovaquie          | Združenie katolíckych vodkýň a skautov európy na Slovensku                                                                                               | 2003             | ?         | membre      |
| Suisse             | Schweizerische Pfadfinderschaft Europas (SPE, germanophone) Scoutisme Européen Suisse (SES, francophone) Scautismo Europeo Svizzero (SES, italianophone) | 1977             | 850       | membre      |
| Ukraine            | КАТОЛИЦЬКЕ СКАУТСТВО ЄВРОПИ (Scouts européens catholiques)                                                                                               |                  | 250       | membre      |

En outre, l'UIGSE-FSE entretient des relations informelles avec plusieurs autres associations scoutes dans différents pays.

## Saint patron catholique
Saint Benoît de Nursie, fondateur de l'ordre des Bénédictins, est le saint patron des scouts d'Europe.